# Destruction de sites liés à l'Islam précoce

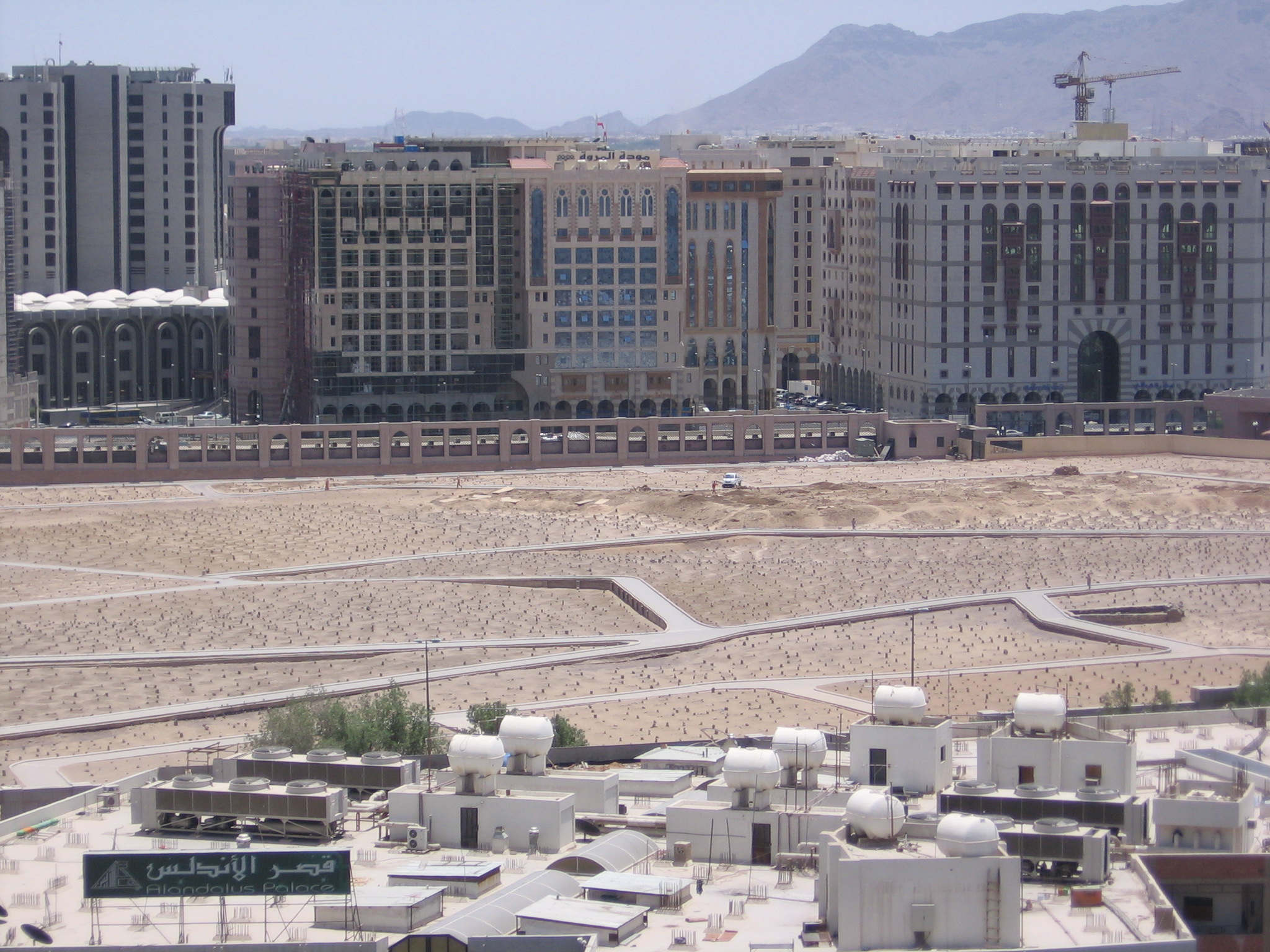
Les restes du cimetière Jannatul Baqi à Médine, en Arabie saoudite.

La destruction de sites liés à l'Islam précoce est un processus toujours en cours essentiellement dans la région du Hedjaz en Arabie saoudite occidentale, en particulier dans les villes saintes de La Mecque et Médine. Il s'agit principalement de la démolition de mosquées anciennes, de cimetières, de tombeaux de saints, de mausolées et autres sites associés à des personnalités historiques vénérées par les musulmans. Par ces destructions, l'État saoudien cherche à empêcher le culte des saints et la vénération des tombeaux sur son territoire, conformément à l'interprétation salafiste des textes de l'islam. Beaucoup de ces démolitions sont également justifiées par l'extension continue de la Mosquée sacrée à La Mecque, et de la Mosquée du Prophète à Médine, et de leurs annexes toujours plus vastes pour accueillir les pèlerins du Hajj, dont le nombre croît avec les années.
L'État saoudien aurait ainsi, en 2014, détruit 98 % de son patrimoine historique et religieux depuis 1985. En 2012, le Gulf Institute, basé à Washington, estime que 95 % des bâtiments millénaires ont été démolis au cours des deux décennies précédentes par les autorités saoudiennes.

## Histoire

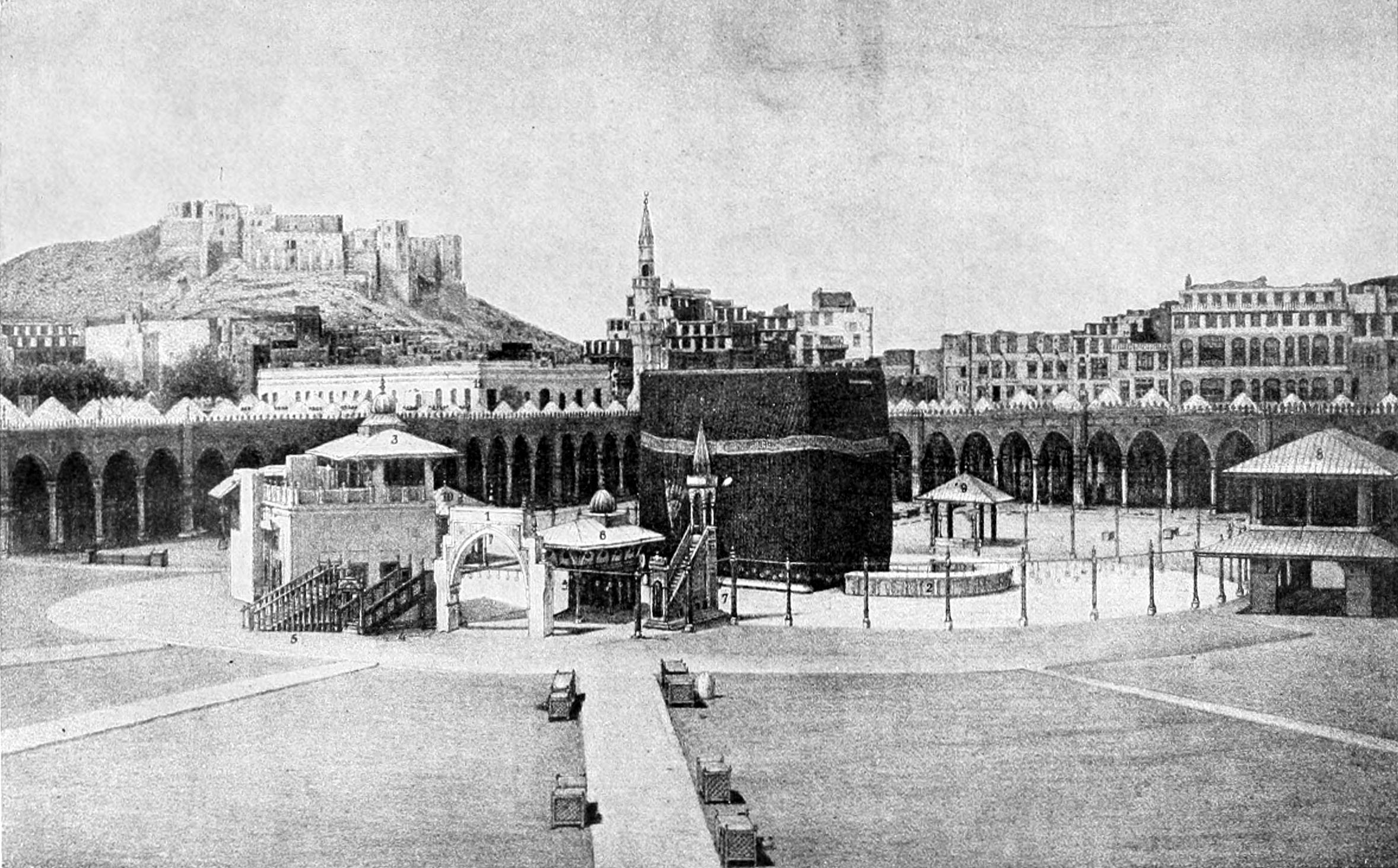
À la Mecque, la forteresse d'Ajyad de l'Empire ottoman et la colline sur laquelle elle reposait (en haut à gauche, vue en 1905) furent rasées en 2002 pour permettre la construction de l'hôtel Abraj Al Bait Towers (photo ci-dessous) ; on remarque la Mosquée sacrée et la Kaaba en son centre sur les deux photographies.

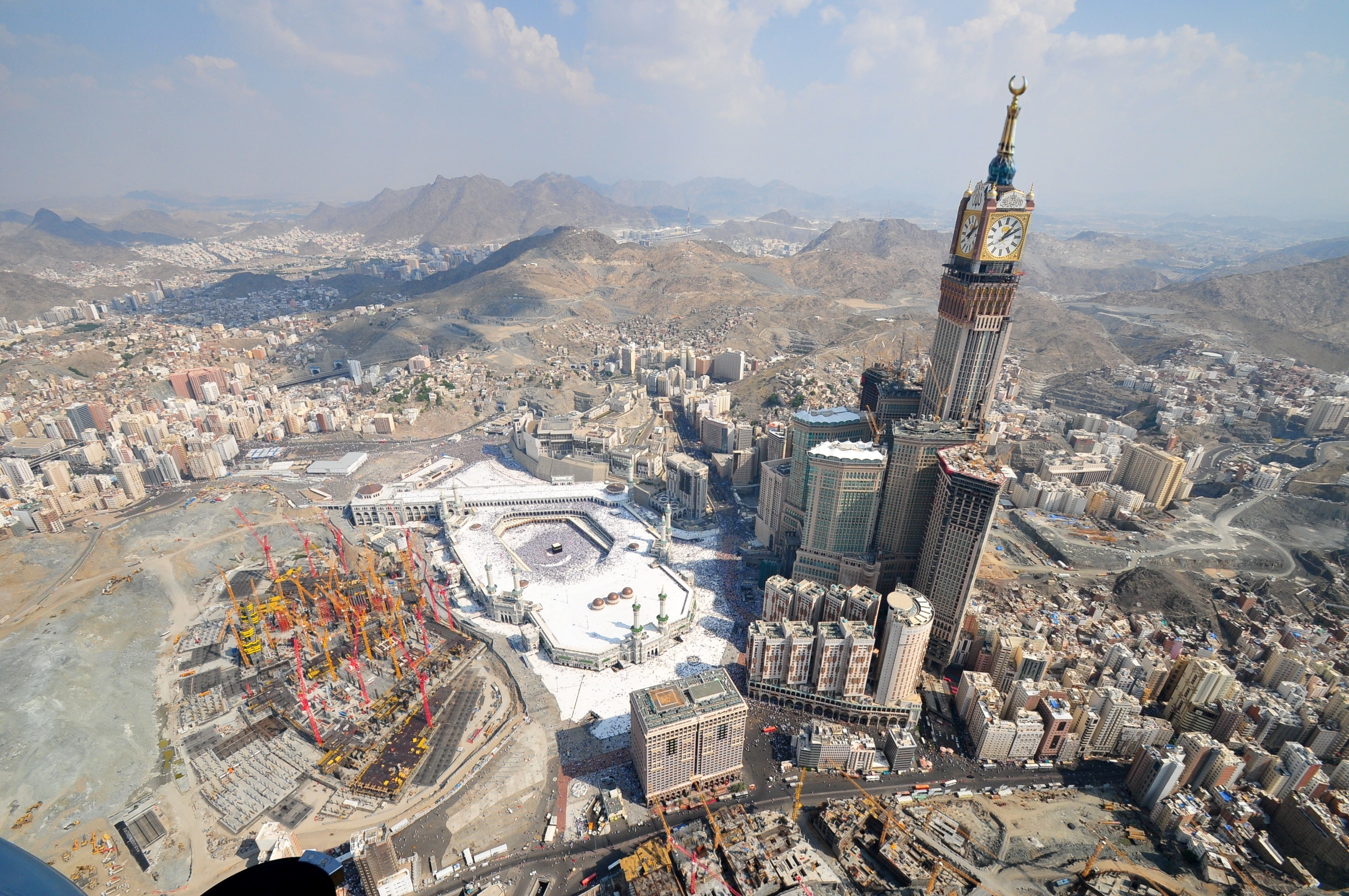
Abraj Al Bait Towers et la Grande Mosquée, La Mecque, Arabie saoudite.

La péninsule arabique fut largement unifiée en 1932 par le troisième État saoudien, le royaume d'Arabie saoudite. La campagne militaire conduite par le roi Abdulaziz ibn Saoud et son armée de tribus bédouines conquit le Hedjaz et força les Hachémites à l'exil. Les nouveaux maîtres du Nejd, des tribus nomades arabes largement illettrées, se trouvèrent avoir les rênes d'une société sophistiquée. Une structure politique cohérente fondée sur le Majlis al-Shura (conseil consultatif) était en place depuis des siècles. Une administration centrale gérait un budget annuel qui finançait des écoles secondaires, une armée et des forces de police De même, l'expression religieuse était très différente entre le Hedjaz et le Nedj. Les rituels et la culture du Hedjaz étaient naturellement très religieux. Les célébrations honorant Mahomet, sa famille et ses compagnons, des hommages aux saints, les visites des tombeaux et des sites sacrés liés à ceux-ci faisaient partie des coutumes de l'Islam du Hedjaz. Lorsque l'autorité administrative échut dans les mains des musulmans wahhabites de l'intérieur, les ‘ulema wahhabites (clergé) considérèrent les traditions locales comme superstitions infondées superposées à la pratique religieuse requise, et dès lors source de corruption de celle-ci et d'hérésie. Il s'ensuivit une destruction des bâtiments, tombes, mausolées, mosquées et autres sites associés à la famille et aux compagnons de Mahomet.
En 1801 et 1802, les Saoudiens, sous les ordres de Abdul-Aziz bin Muhammad, attaquèrent et conquirent les villes saintes chiites de Karbala et Najaf, situées de nos jours en Irak, massacrèrent de nombreux musulmans et détruisirent les tombes d'Al-Hussein ibn Ali, petit-fils de Mahomet, et fils d'Ali (Ali bin Abu Talib), le beau-fils de Mahomet. En 1803 et 1804, les Saoud conquirent La Mecque et Médine, et en détruisirent les monuments historiques et divers sanctuaires musulmans et des tombeaux, telle la tombe de Fatima, la fille de Mahomet, et voulurent détruire celle de Mahomet elle-même, en tant qu'objet d’idolâtrie et donc préjudiciable au monde musulman,,. À La Mecque, les tombes des proches de Mahomet, dont celles de sa première femme, Khadija bint Khuwaylid, furent détruites au cimetière de Jannatul Mualla. Les premiers démembrements de ces sites débutèrent en 1806 lorsque l'armée wahhabite du Premier État saoudien occupèrent Médine et rasèrent systématiquement les constructions du cimetière Al Baqi. En 1806, l'armée wahhabite occupe Médine et démolit tous les bâtiments religieux, y compris les mosquées, à l'intérieur ou à l'extérieur du Baqi. Ce vaste cimetière adjacent à la Mosquée du Prophète (Al-Masjid al-Nabawi) abritait les restes de nombreux membres de la famille de Mahomet, de ses disciples et diverses personnalités majeures de l'Islam précoce. Les Turcs ottomans, pratiquant un islam plus tolérant, moins rigoriste et plus mystique, avaient érigé divers mausolées à Al-Baqi. Ils furent entièrement rasés. Les mosquées de la ville furent également dégradées et la tombe de Mahomet elle-même faillit être détruite. Les critiques venues des communautés musulmanes du monde entier, jusqu'en Inde, mirent fin à toute action en ce sens. Les revendications contre le contrôle turc de cette région furent en partie cause de la guerre saudi-ottomane (1811–1818), au cours de laquelle la défaite saoudienne força les tribus wahhabites à se retirer du Hejaz vers l'intérieur. Les troupes turques prirent progressivement le contrôle de la région et reconstruisirent sur les sites sacrés entre 1848 et 1860, en déployant art et raffinement  avec leurs meilleurs artisans.
Le 21 avril 1925, les mausolées et les dômes du cimetière d'Al-Baqi à Médine furent de nouveau rasés, de même que les repères de la localisation exacte des dépouilles des membres de la famille de Mahomet et de leurs descendants. Des parties du célèbre Al-Burda, le poème (qasida) du XIIIe siècle composées en l'honneur de Mahomet par Al-Būsīrī, et inscrites sur la tombe de Mahomet, furent recouvertes de peinture. Parmi les sites visés à cette époque figurent les tombes des martyrs de la bataille de Uhud, dont la tombe de Hamza ibn Abd al-Muttalib, l'oncle de Mohamed et l'un de ses plus fervents partisans, la mosquée de Fatimah Al Zahraa’, fille de Mahomet, la mosquée des Deux Phares (Manaratayn) ainsi que le Qubbat Al-Thanaya, la coupole construite sur le lieu d'enterrement de l'incisive de Mahomet, qui fut cassée lors de la bataille de Uhud. À Médine, le Mashrubat Umm Ibrahim, qui est la maison de l'épouse égyptienne copte de Mahomet, Maria et le lieu de naissance de leur fils Ibrahim Ibn Muhammad, de même que le site funéraire adjacent de Hamida al-Barbariyya, mère de l'Imam Moussa al-Kazim, furent également détruits à cette époque. Le site fut pavé et fait désormais partie de la grande esplanade de marbre blanc à côté de la mosquée. Le comité d'experts mandaté par le Gouvernement saoudien prit la décision de la destruction de ces lieux et bâtiments en application de règlements islamiques visant à prévenir des vénérations conduisant au shirk.
Le XXIe siècle a vu un accroissement des démolitions des sites de Médine et de La Mecque. Comme le Hajj annuel continue d'attirer des foules toujours croissantes en nombre, les autorités saoudiennes ont jugé nécessaire de dégager des espaces bâtis pour étendre les infrastructures liées au pèlerinage. En 2010, le plus vaste projet d'extension jamais envisagé fut estimé à 13 milliards de dollars US. Alors que tous s'accordent en général pour accroitre les infrastructures en faveur du grand nombre de pèlerins, le développement de constructions diverses tels de grands hôtels, restaurants, centres commerciaux et même deux centres balnéaires de luxe est vu par certains comme une ultra-commercialisation d'un site divin pour les musulmans. L'afflux d'investissements à La Mecque et Médine fait penser pour certains que l'argent et la croissance économique justifient avant tout ces investissements pour les autorités saoudiennes. Cela serait également en conformité avec les conceptions wahhabistes imposées aux villes saintes, supprimant ainsi tout élément qui ne serait pas conforme aux croyances véhiculées par le Wahhabisme. Selon The Independent, la maison de Mawalid où Mahomet serait né, devrait être démolie pour faire place à un imposant palais royal, qui ne serait que partie d'un complexe plus vaste à La Mecque, pour lequel des centaines de monuments historiques seraient détruits[Quand ?].

### Premières destructions

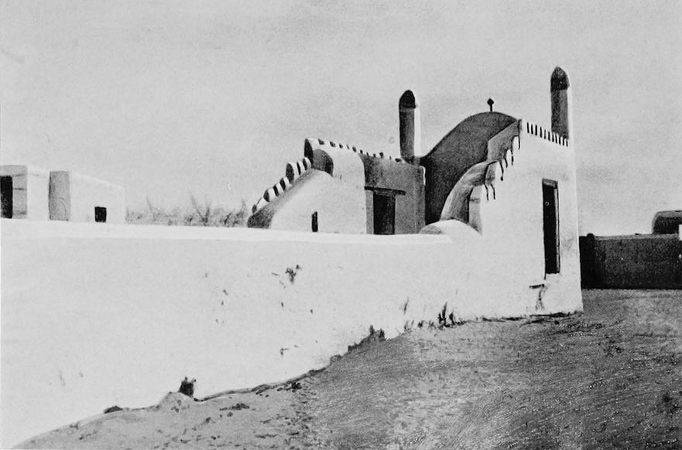
Tombeau d'Ève, avant sa destruction, à Djeddah en 1913.

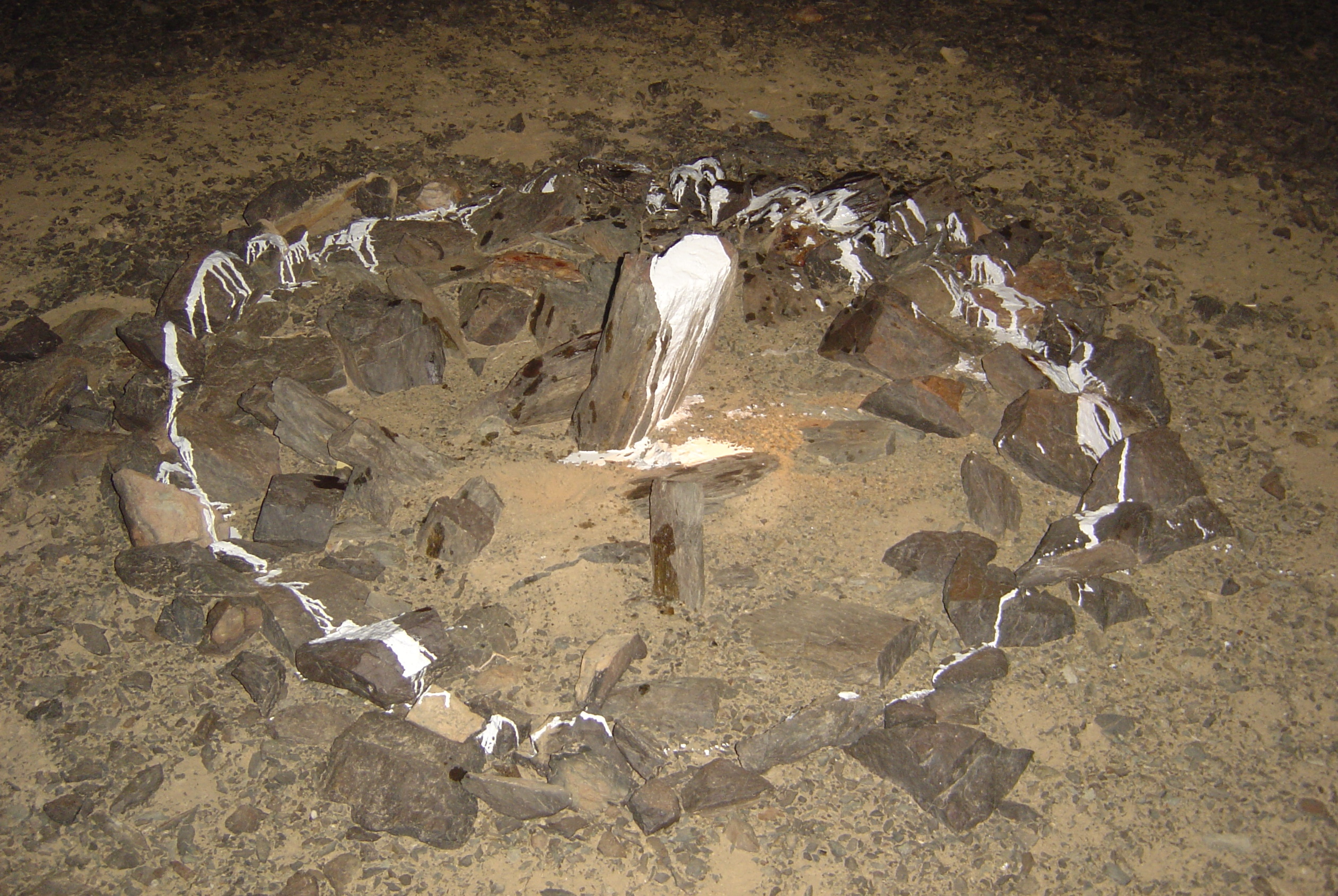
Tombeau d'Amina, après sa destruction, en 1998.

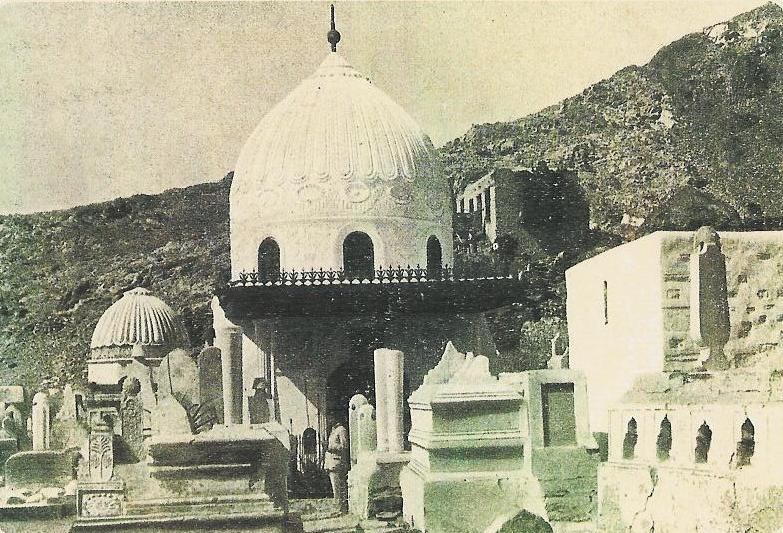
Tombeau de Khadija, avant sa destruction, cimetière de Jannat al-Mualla, à La Mecque.

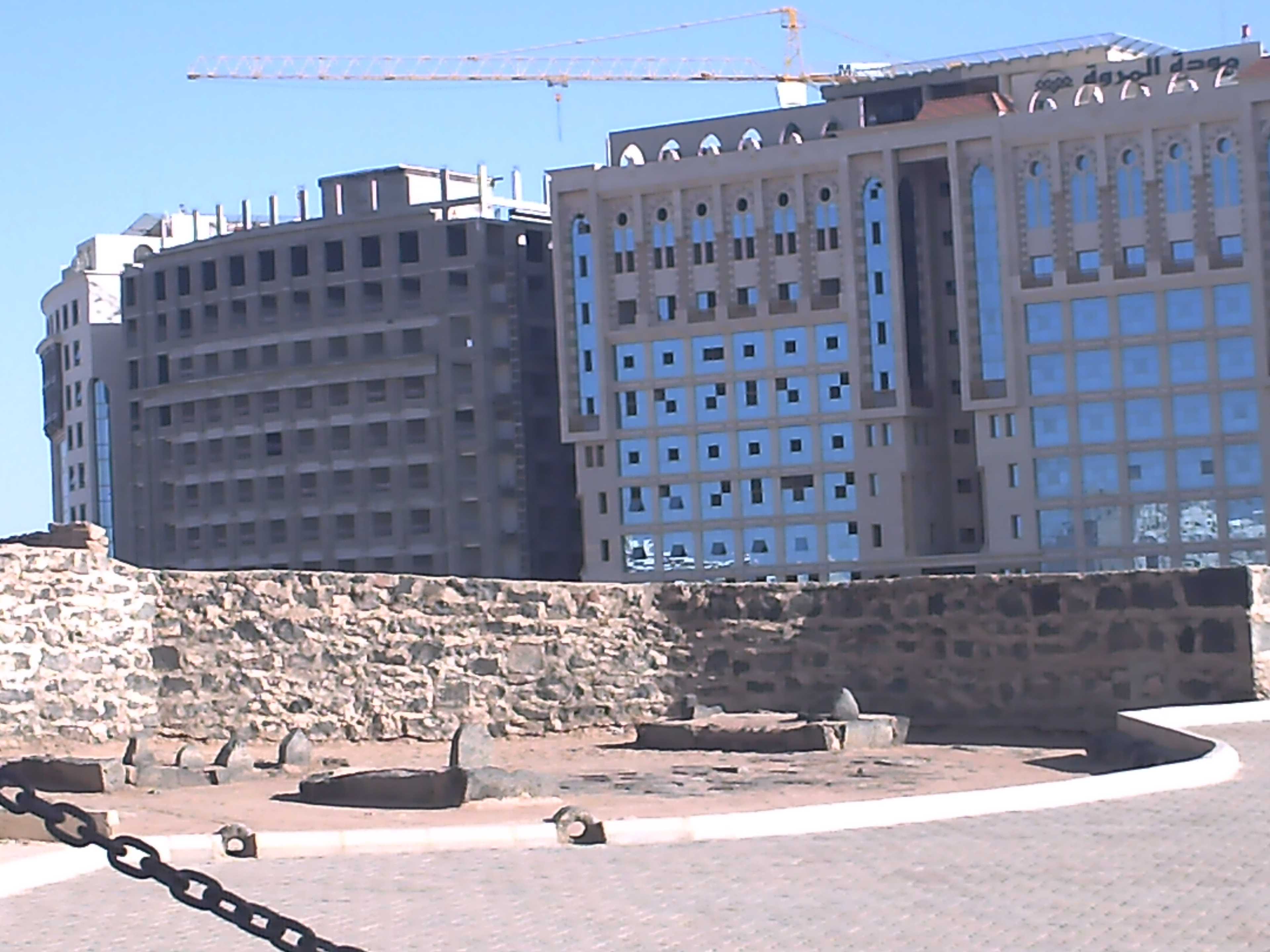
Tombeau de Fatima, à La Mecque, après sa destruction.

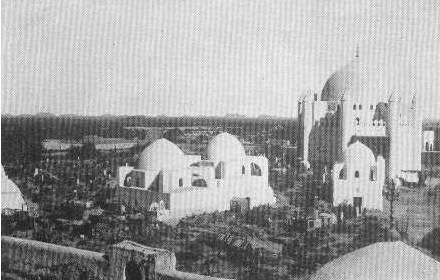
Cimetière d'Al Baqi, avant sa démolition, à Médine en 1925. Toutes les femmes de Mahomet sont enterrées à cet endroit, en dehors de Khadija et de Maymouna.

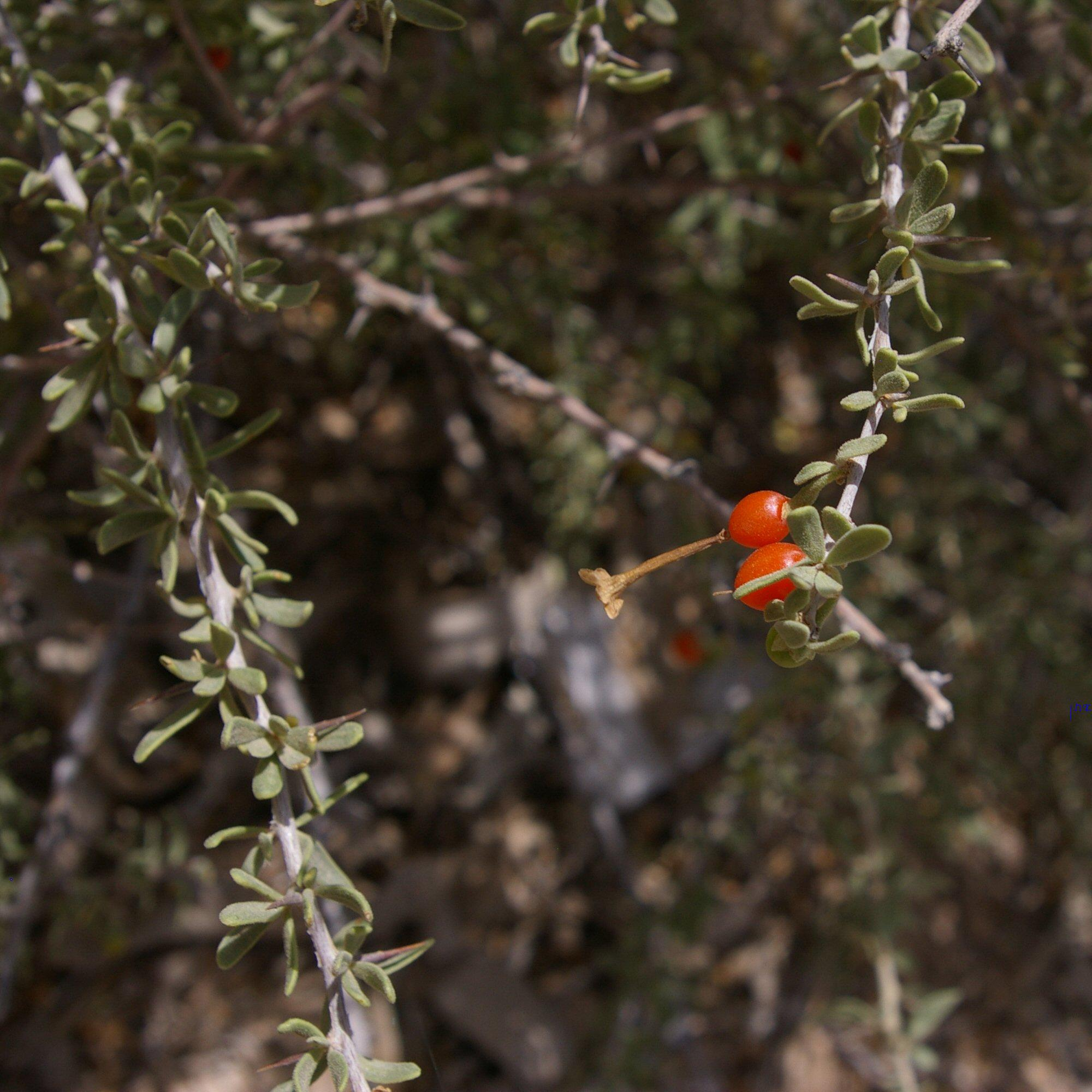
Lycium shawii appelé Gharqad qui a donné son nom au cimetière d’al-Baqî` à Médine.

En 1803 et 1804, les Saoudiens ont conquis militairement les villes sacrées de La Mecque et de Médine (les musulmans se mettant en état d'ihram) et démoli plusieurs tombes des Ahl al-Bayt et des Sahaba, outre des monuments anciens, mais seulement des « ruines » selon les wahhabites, telles que la tombe de Fatima Zahra, la fille de Mahomet .
Les plus importantes destructions de sites ont commencé en 1806 lorsque l'armée wahhabite occupait Médine. Les armées wahhabites ont rasé le Baqi, ou cimetière qui contenait les restes des figures centrales de l'islam des débuts (salafs). Les mosquées ont également été visées et la tombe du prophète Mahomet faillit même être démolie. Mais, à la suite des protestations des musulmans non-wahhabites dans le monde, l'Empire ottoman envoie une armée, et en 1818, Mohammed Ali Pacha reprend le Hedjaz aux Al Saoud, et ces monuments sont reconstruits, pour un coût de 700 000 livres de l'époque.
Durant la Révolte arabe à la fin de la Première Guerre mondiale, les Hachémites, soutenus par l'Empire britannique, s'emparent du Hedjaz. Le 21 avril 1925, les compagnons d'Abdelaziz Ibn Saoud, ou Ikhwan le reprennent, et détruisent les lieux et les monuments en rapport avec des saints ou des imams, comme ce fut le cas à La Mecque avec la démolition des tombes de la famille du prophète Mahomet. 
Alors que certains mausolées détruits à Médine comprenaient ceux des premiers chefs chiites, ceux-ci commémorent annuellement cette destruction.
En 1994, le mufti Abd al-Aziz ibn Baz, plus haute autorité religieuse du régime wahhabite, lance une fatwa stipulant qu'« il n'est pas permis de glorifier les bâtiments et les sites historiques. De telles actions mènent au polythéisme. » 
Entre 500 et 600 mausolées et d'autres structures de l'islam des origines ont été démolis. À cette époque, il a été estimé que 95 % des bâtiments âgés de plus de 1 000 ans ont été rasés durant les 20 dernières années.
Toutefois, les populations du Hedjaz semblent être moins convaincues de cette politique que celles du Nejd, des voix se sont élevées pour protester contre la destruction de ces sites religieux, en particulier avec les futurs développements des mosquées de Médine et de La Mecque.
En 1998, les Saoudiens ont aplani au bulldozer et versé de l'essence sur la tombe d'Aminah bint Wahb, la mère de Mahomet, provoquant ainsi un fort ressentiment à travers tout le monde musulman.

### Sites détruits
Les destructions de sites historiques et archéologiques se comptent désormais par centaines, principalement en Arabie saoudite (régime wahhabite) avec une extension dans le monde musulman.
L'État saoudien aurait ainsi, en 2014, détruit 98 % de son patrimoine historique depuis 1985.

#### Arabie saoudite
Mosquées
- La mosquée et la tombe de Hamza ibn `Abd al-Muttalib, l'oncle de Mahomet[30].
- La mosquée de Fatima Zahra, la fille de Mahomet[30].
- La mosquée d'al-Manaratain[30].
- La mosquée et la tombe de `Ali al-Ouraydhi ibn Ja'far as-Sâdiq, détruites à la dynamite le 13 août 2002[31].
- Cinq mosquées sur les sept construites pour commémorer la Bataille du fossé à Médine[32].
- La mosquée d'Abou Rashid [33].
- La mosquée Salman al-Farsi, à Médine[33].
- La mosquée Raj'at ash-Shams, à Médine[33].

Cimetières et tombes
- Jannat Al Baqi à Médine entièrement rasé en 1925, seulement accessible aux hommes[24].
- Jannat al Mu'alla, l'ancien cimetière de La Mecque [33].
- Tombe de Khadija, la première épouse de Mahomet, à La Mecque[34].
- Tombe de Abu Talib, l'oncle de Mahomet, à La Mecque [34].
- Tombe de Hamida al-Barbariyya, la mère de l'Imam Musa al-Kazim.
- Tombe d'Amina bint Wahb, la mère de Mahomet, qui fut détruit au bulldozer et brûlé en 1998[23].
- Tombe des Hachémites à La Mecque[33].
- Tombes de Hamza et d'autres martyrs de la bataille de Uhud qui ont été détruites au Mont Uhud[33].
- Tombe d'Ève à Djeddah, a été détruit en 1928, et scellée avec du béton en 1975[33].
- Tombe d'Abdullah ibn `Abd al-Muttalib, le père de Mahomet, à Médine[33].

Sites religieux historiques
- La maison de Mawlid où serait né Mahomet en 570[35]. Au départ devenue un marché d'animaux[36]. Une librairie a ensuite été construite par-dessus au début du XXIe siècle à la suite d'un compromis[35]. Puis un projet immobilier de luxe[37],[38].
- La maison de Khadija, première femme de Mahomet. Les musulmans pensent que Mahomet aurait reçu la plupart de ses premières révélations en ce lieu. Après sa redécouverte pendant les travaux d'extension de La Mecque en 1989, elle fut recouverte par des toilettes publiques [39].
- Un hôtel Hilton se dresse désormais sur le site de la maison du premier calife de l'islam, Abu Bakr As-Siddiq[40].
- La maison de Mahomet à Médine où il vécut après l'Hégire[30],[33].
- Dar al-Arqam, la première école islamique où Mahomet enseigna sa religion[35]. Elle est maintenant sous l'extension de la mosquée interdite de La Mecque[41].
- Qubbat’ al-Thanaya, le site d'enfouissement de l'incisive de Mahomet, qu'il cassa lors de la bataille de Uhud[30].
- Mashrubat Umm Ibrahim, construit pour indiquer le site de la maison où le fils de Mahomet, Ibrahim, naquit de Maria la Copte.
- Le dôme qui servit de canopée au puits de Zamzam [33].
- Bayt al-Ahzan de Fatima Zahra, à [Médine[33].
- La maison de Ja'far al-Sadiq, à Médine[33].
- Le complexe Mahhalla des Haschémites, à La Mecque[33].
- La maison d'Ali ibn Abi Talib où sont nés Al-Hasan ibn Ali et Al-Hussein ibn Ali [33].

##### Démolitions en projet

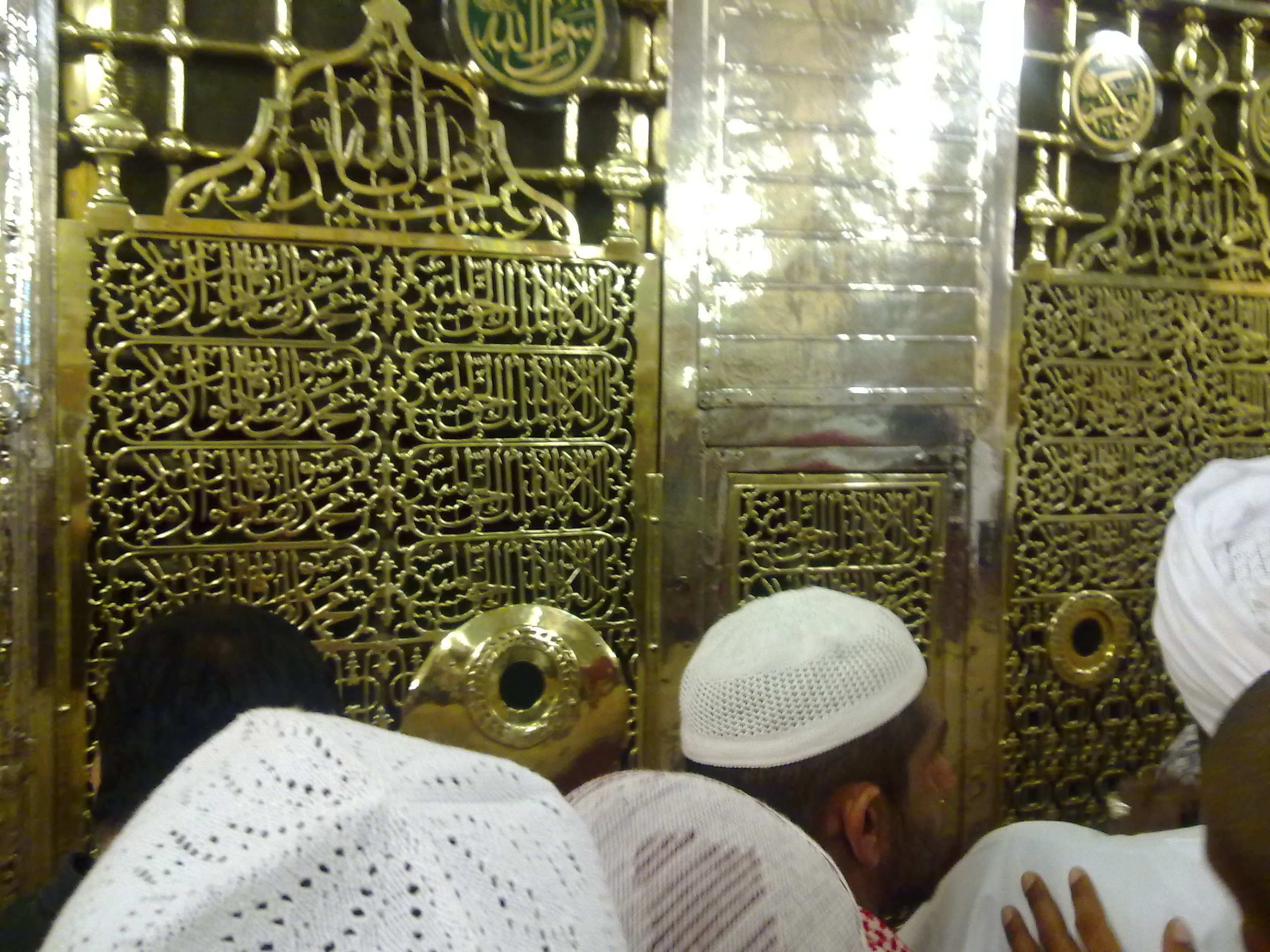
Chambre de Aïcha abritant les tombes de Mahomet, Omar ibn al-Khattâb et Abou Bakr As-Siddiq, à Médine.

- À la mosquée de La Mecque se trouve, au centre, la Kaaba et, à son angle sud-est, la Pierre noire. Dans son livre intitulé Le Pacte de Nadjd, Hamadi Redissi a publié en 2007 une ancienne lettre du mufti de Riyad, Suleyman ibn Suhaym (mort en 1767), à l'adresse des oulémas, selon laquelle le fondateur du mouvement[Lequel ?] lui-même : « [...] prétend que, s'il le pouvait, il détruirait la Pierre noire de la Kaaba »[42].
- À la mosquée de Médine sont enterrés Mahomet, Abou Bakr et Omar ibn al-Khattâb. À la suite d'essais infructueux[34] au début du XIXe siècle pour démolir la coupole qui orne le lieu, le ministère saoudien des affaires islamiques a publié en 2007 un rapport soutenu par Abdul Aziz ibn Abdillah Ali ash-Shaykh, le mufti politique d'Arabie saoudite, qui statue que « le dôme vert doit être démoli et les trois tombes doivent être aplanies dans la mosquée du prophète. ». Ce point de vue a fait écho lors d'un discours du défunt Ibn 'Uthaymîn, l'un des religieux wahhabites les plus illustres d'Arabie saoudite, décédé en 2001 : « nous espérons qu'un jour nous serons en mesure de détruire le dôme vert du prophète Mahomet […][26]. ». Selon le nouveau plan d'aménagement de la mosquée de Médine communiqué en 2004 aux différents contremaîtres chargés de son extension, la tombe de Mahomet, abritée sous le dôme vert, serait vouée à la destruction et sa dépouille exhumée pour intégrer une tombe anonyme. Le document de consultation de 61 pages, élaboré par l’universitaire Dr Ali ben Abdelaziz al Shabal de l’Université islamique Imam Muhammad ibn Saoud à Riyad, a été distribué à la commission de la présidence des deux mosquées saintes du pays[43].
- Sur l'esplanade des mosquées à Jérusalem sont situées la mosquée du Dôme du Rocher, en haut, et la mosquée d'al-Aqsa, en contrebas. Pour les wahhabites, ce troisième lieu saint de l'islam sunnite matérialiserait un culte rendu à Mahomet et non pas à Dieu, ce pour quoi il devrait être effacé[44].

#### Extension dans le monde
De par l'expansion du wahhabisme dans le monde, et l'avènement de mouvements djihadistes dans des pays instables, de nombreux monuments ont été détruits par des partisans du wahhabisme en dehors de l'Arabie saoudite,.

#### Afghanistan
À la suite de l'envoi de Mutawas saoudiens en Afghanistan pour aider le gouvernement des talibans à former leur police de répression du vice et de promotion de la vertu, le gouvernement taliban a été convaincu de démolir les Bouddhas de Bâmiyân, sachant que toute représentation humaine est interdite par la doctrine wahhabite.

#### Irak
En 1801 et 1802, les wahhabites saoudiens sous le règne d'Abdelaziz ben Mohammed ben Saoud ont conquis militairement les villes saintes chiites de Kerbala et de Nadjaf en Irak et détruit les tombes de Hussein ibn Ali, le petit-fils de Mahomet, et d'Ali ibn Abi Talib, son cousin germain,.
En 2014, ensuite de la seconde guerre du Golfe, l'organisation dite État islamique (Daesh) se substitue à l'État irakien dans les régions majoritairement sunnites en sécession avec le pouvoir central devenu chiite. L'organisation djihadiste lance alors une vaste opération de « nettoyage culturel et historique » à travers les villes irakiennes conquises en rappelant dans un communiqué le précédent de la démolition par Mohammed ben Abdelwahhab (fondateur du wahhabisme) d'un dôme érigé sur la tombe de Zayd ibn al-Khattab, le frère d'Omar ibn al-Khattab (deuxième calife de l'islam), qui serait mort héroïquement au combat, au motif qu'Abdelwahhab voyait dans le dôme construit sur sa tombe un objet d'idolâtrie. 
- Tombeau de Jonas à Mossoul [50]
- Tombeau de Seth à Mossoul [49]
- Tombeau de Daniel à Kirkouk [51]
- Tombeau de Nahum à Alqosh [51].

#### Libye
Depuis la fin du régime de Mouammar Kadhafi, la Libye est le théâtre de destructions de monuments. Bien que minoritaires, certaines milices, financées par le Qatar, sont d'obédiences salafistes et wahhabites. Leurs destructions visent principalement les monuments soufis.
En 2011, deux mosquées et un cimetière abritant des saints sont profanés par des militants wahhabites et salafistes. 
Le 24 août 2012, à Zliten (160 km de la capitale), un mausolée, dédié au plus grand savant soufi de Libye, Sidi Abdel Salam al-Asmar (XVIe siècle), est réduit en cendres par des explosifs.
Le 25 août 2012, des militants wahhabites détruisent à coups de pelleteuse le mausolée d’Al-Chaab al-Dahmani et profanent sa tombe. Le même jour, à Misrata (200 km à l'est de Tripoli), un autre mausolée, celui du Cheikh Ahmed al-Zarrouk, connaît le même sort.

#### Mali
En 2012, à la suite de l’insurrection au nord Mali, le mouvement Ançar Dine s'implante dans la région. Le mouvement fondamentaliste Ançar Dine impose la charia dans la région et prône la destruction de tous les mausolées et les monuments. La ville de Tombouctou, riche en monuments, subit de lourdes destructions de son patrimoine historique, dont une partie est classée comme patrimoine mondial par l'UNESCO.

#### Yémen
En 2015, la coalition menée par l'Arabie saoudite contre l'opposition houthiste, aurait procédé à des destructions calculées en ciblant des monuments historiques, tel que les vestiges du barrage de Marib (capitale légendaire de la reine de Saba), monument évoqué dans le Coran.